# Никита Схоларий
Никита Схоларий (ср.-греч. Νικήτας Σχολάρης; первая половина XIV века, Трапезунд — 30 июня 1361, там же) — трапезундский аристократ и военачальник, видный представитель и глава династии Схолариев, сыгравший ведущую роль в гражданской войне, развернувшейся в 1341—1349 годах в Трапезундской империи. Великий дука. На протяжении всего периода государственного кризиса выступал главным организатором всех династических переворотов и смещений императоров.

## Биография
Никита Схоларий родился в первой половине XIV века в городе Трапезунде, столице одноимённой империи. Он был членом аристократического рода Схолариев греческого происхождения. Род этот был давним сторонником властей Византии.
17 сентября 1336 года император Трапезунда Василий Великий Комнин вступил в брак с Ириной, представительницей правящей Византией династии Палеологов. Два года спустя он развёлся с ней и женился на своей любовнице, также Ирине, но уже из местной знати, что вызвало гнев светских и религиозных властей Константинополя. В 1340 году Василий скончался, и народ провозгласил Ирину Палеологиню, которая, по мнению многих жителей империи, могла быть причастна к гибели мужа, новой императрицей. Это привело к началу гражданской войны, в которой ведущую роль играли династии Схолариев и Амирджандариев, которые воспользовались сложившимся вакуумом власти и попытались навязать свою волю правительнице империи. Первоначально Схоларии были неактивны, однако приход к власти Анны Анахутлу, сестры Василия, который привёл к преобладанию их противников во власти, заставил их начать активные действия и вместе с другими аристократами организовать свержение императрицы. Именно в этот бурный исторический период Никита впервые появляется в источниках, посвящённых политической жизни империи, став «главным действующим лицом» противостояния Анне. В июле 1341 года он сопровождал будущего императора (1344—1349, уже после убийства Анны) Михаила Великого Комнина, брата отца Василия и Анны Алексея II, из Константинополя в Трапезунд, где последний собирался взять на себя роль императора. Их сопровождал «отряд латинян», 2—3 итальянских корабля и аристократ Григорий Мицомат. Первоначально их встретили с почестями, и, по словам Ф. И. Успенского, «казалось, что его права на трон будут одобрены всеми партиями». Однако грузин тревожило то обстоятельство, что Михаил являлся мужем Ирины Палеологини и столь явно поддерживался одной из враждующих партий. У него был недостаток сил и личных позиций, что привело к поражению готовящегося переворота: митрополит Акакий принял его, но затем предал и заточил в Инее, а затем в Лимнии. Часть его сторонников перебили, остальным удалось бежать на генуэзских (венецианских) кораблях в Константинополь, в частности, предводителям фракций, в том числе и Никите.
Прибыв в Константинополь, Никита и сопровождавшие его аристократы, братья Григорий и Михаил Мизоматы встретились с сыном ссыльного Иоанном. Они предложили поддержать его права на трапезундскую корону, что привело к организации нового восстания против Анны. 4 сентября 1342 года они прибыли в Трапезунд. Днём ранее Анну задушили, что привело к падению города в день прибытия Иоанна. 9 сентября его короновали на амвоне храма Богородицы Хрисокефала. С этого дня Никита активно способствовал продолжению правления Иоанна, однако, по предположению современного греческого историка Пенелопы Воугиолукаки, видимо участвовал в его свержении в 1344 году чтобы посадить на престол его отца Михаила. Воугиолукаки пишет со ссылкой на архиепископа Афинского Хрисанфа, что возможной причиной такого резкого изменения в отношениях могло стать то, что Иоанн настаивал на продолжении ссылки отца и его невозвращении в Трапезунд. В марте 1344 года Никита помог Михаилу бежать из места ссылки и вернуться в город. 3 мая того же года он прибыл в Трапезунд и сверг сына с трона, сослав его в комплекс монастырей имени Саввы Освященного.
Михаил щедро вознаградил своих сторонников за поддержку. В частности Никита получил от него титул великого дуки, однако лишился его в ноябре следующего года, когда Никита стал жертвой подозрений со стороны императора, который сослал его в Лимнию, где раньше отбывал ссылку сам. Это происходило в рамках общей репрессивной политики императора и массовых арестов аристократии, от которой Михаил опасался начала новых заговоров уже против него самого. В дальнейшем Никита появляется в источниках в 1349 году в замке Кехрина, однако нет данных находился ли он там по приказу императора или нет. В этом же году император подхватил болезнь, а Никита вернулся в Трапезунд, где заключил свой второй брак с представительницей аристократического дома Самсон (при этом о первой жене не известно совершенно ничего, даже имени).
Когда Михаил скончался, власть в Трапезунде на долгое время (1349—1390) перешла к Алексею III. В эти годы Никита вновь оказался вовлечён в происходящие события. В 1351 году семья Доранитов с великим стратопедархом Феодором во главе выступила против императора и захватила цитадель Кула. Известно, что Никита в этот момент попал к мятежникам в плен. Однако Доранитам не удалось добиться поддержки среди населения и армии, и вскоре императорские войска отбили крепость и освободили Никиту. В 1352 году повстанцев приговорили к смерти, а Никита получил значительную власть в империи. В июле 1354 года он сам выступил против Алексея и захватил прибрежный город Керасунт. Начались долгие переговоры, однако они не привели к каким-то результатам, из-за чего стороны принялись решать вопрос силой оружия. Никита и его сын Василий Хупака, протовестиарий и настоящий глава мятежников, 25 марта 1355 года прибыли к Трапезунду с флотом из 1 галеи и 11 малых судов, однако морской штурм не предприняли, в связи с чем всё разрешилось перемирием и возвращением сил обратно в Керасунт. С тех пор Никита и его сын пытались найти сторонников среди местной и трапезундской знати. С согласия императора туда прибыл хартофилак Андрей, который находился в городе когда в мае 1355 года император вместе с семьёй выступил против мятежников также с моря. Схоларии отказались его отпустить и взяли в заложники. Никита Схоларий в этот момент был в замке Кенхрины, а Керасунт оборонял его сын, получивший должность паракимомена. Началось морское сражение, однако неожиданно для нападающих на помощь императору пришла тюркская конница и пехота — наёмники из Ак-Коюнлу, что резко изменило баланс сил и привело к бунту в городе. Схоларии ушли в акрополь, а затем бежали к генуэзцам и в Перу под обстрелом. Город пал.
После этого Никита Схоларий был вынужден вернуться в Трапезунд, где он оставался до своей смерти 30 июня 1361 года. На похоронах в белых одеждах в знак траура присутствовал и император. Эту дату приводит Михаил Панарет, в то время как историк А. Саввидис ошибочно пишет, что он скончался на год ранее. Он же называет Никиту изначальным сторонником, а затем противников басилевса Трапезундского Алексея, однако российский византинист С. П. Карпов называет такую трактовку излишне упрощённой. Он констатирует, что Никита был главным организатором всех династических переворотов, которые случались в империи, и именно за него, или против него выступали прочие силы архонтов.